# Uniwersalna klasyfikacja dziesiętna

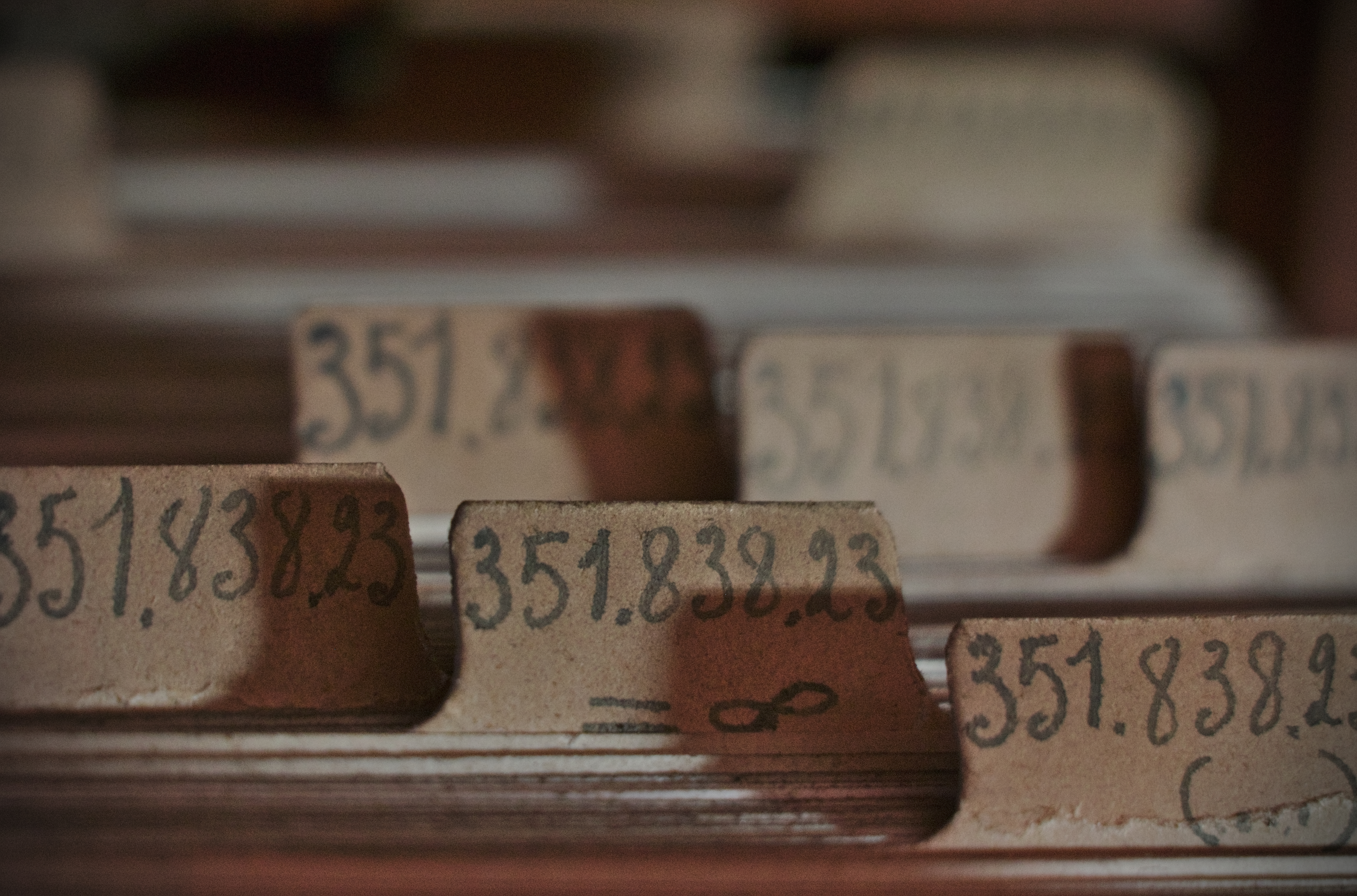
Numery UKD we francuskiej bibliotece

Uniwersalna klasyfikacja dziesiętna, UKD – system klasyfikacji zbiorów bibliotecznych będący modyfikacją klasyfikacji dziesiętnej Deweya, dokonaną przez dwóch prawników belgijskich: Paula Otleta i Henriego La Fontaine’a. Modyfikacja Belgów klasyfikacji dziesiętnej ukazywała się w zeszytach w języku francuskim w latach 1897–1905. W 1907 roku Institut International de Documentation (IID) opublikował stereotypowy przedruk pod tytułem Manuel du repertoire bibliographique universel, który uznano za pierwsze wydanie UKD; standard ten nosi obecnie numer FID No 68 (Fédération Internationale d’Information et de Documentation).
Twórcy UKD przejęli bez zasadniczych zmian schemat KDD, natomiast znacznie rozbudowali poddziały pomocnicze i wprowadzili możliwość tworzenia symboli złożonych. Została zmieniona więc gramatyka, która zasadniczo odróżniała KDD od UKD. W roku 1905 Międzynarodowy Instytut Bibliograficzny wydał tablice tej klasyfikacji po raz pierwszy. UKD zyskała szerokie zastosowanie w bibliotekach na całym świecie, a jej tablice publikowane są w 23 językach. Właścicielem praw autorskich do UKD jest FID. Tablice UKD wydawane są w pięciu wariantach, które mają zadowalać szeroki krąg użytkowników:
- wydania pełne
- wydania pośrednie
- wydania skrócone
- wydania bardzo skrócone
- wydania specjalne.

UKD, tak jak KDD, oparta jest na systemie dziesiętnym. Charakteryzuje się ona porządkowaniem cyfr w kolejności ułamków dziesiętnych, a nie liczb naturalnych, oraz rozbudową „wszerz” jednej klasy ograniczoną do 10, ponieważ z jednego symbolu można utworzyć tylko 10 równorzędnych.
W UKD zaniechano sortowania trzycyfrowego minimum – dopisywania zer na końcu symbolu tak jak w KDD, wprowadzono natomiast oddzielanie grup trzycyfrowych kropką, ułatwiającą odczytywanie i zapisywanie symbolu.
Zasadniczy trzon klasyfikacji stanowią tablice główne. Każdy z głównych działów dzieli się na 10 dalszych. Występuje rozbudowa pozioma „wszerz” – w szeregu i pionowa „w głąb” – w łańcuchu.

## Tablice pomocnicze
Tablice pomocnicze składają się z dziesięciu tablic, oznaczonych symbolami: I z określnikami od litery, a do litery k, oraz tablicy z numerem II. Tablice z numerem I oraz literami, a i b dotyczą tworzenia symboli złożonych za pomocą następujących znaków:
Ia – + i /,
Ib – : i :: oraz grupowania symboli za pomocą nawiasów kwadratowych [ ].
Tablice z numerem I oraz literami od c odnoszą się do poddziałów wspólnych:
Ic – języka,
Id – formy,
Ie – miejsca,
If – rasy, narodowości, grupy etnicznej,
Ig – czasu.
Tablica Ih, dotyczy podziału alfabetycznego i numerycznego. Tablica Ik odnosi się do poddziału wspólnego, zaczynającego się od kreski i zera. Tablica, oznaczona cyfrą II, dotyczy poddziałów specjalnych.

### Tablica Ia
Tablica Ia dotyczy tworzenia symboli złożonych za pomocą znaków + i /, łączące symbole proste bądź rozwinięte, będącymi wyrażeniem zagadnień równorzędnych i niezależnych lub zagadnień, między którymi zachodzi luźny związek. Znak + łączy symbole, niewystępujące bezpośrednio po sobie w tablicach UKD, na przykład:
050+070 – Prasoznawstwo. Czasopiśmiennictwo,
821.112.2+821.133.1](494) – Literatura szwajcarska w języku niemieckim i francuskim,
Znak / łączy symbole, które w tablicach UKD następują bezpośrednio po sobie. Znak / jest skróconą formą zapisu połączonych plusem symboli. Przed kreską podawany jest pierwszy symbol, należący do ciągu, po kresce – ostatni, na przykład:
159.922.7/.8 – Psychologia dzieci i młodzieży, co odpowiada 159.922.7+159.922.8, gdzie 159.922.7 to Psychologia dzieci, a 159.922.8 – Psychologia młodzieży,
913(7/8) – Geografia Ameryki, co odpowiada 913(7)+913(8), gdzie 913(7) to Geografia Ameryki Północnej i Środkowej, a 913(8) to Geografia Ameryki Południowej.

### Tablica Ib
Tablica Ib określa sposób tworzenia symboli złożonych przy użyciu znaków łączących : i ::, a także grupowania symboli złożonych za pomocą nawiasu kwadratowego [ ]. Znak : łączy symbole proste i rozwinięte, odnoszące się do przedstawionych w dokumencie zagadnień, między którymi zachodzi zależność semantyczna. Symbole, połączone dwukropkiem, są równoległe i podlegają inwersji, na przykład:
782/785:004.4’277.4 – Muzyka komputerowa, gdzie 782/785 to Rodzaje muzyki, a 004.4’277.4 to Programy generacji muzyki,
613.4:392 – Higiena w życiu codziennym, gdzie 613.4 to Higiena ciała. Odzież, a 392 to Zwyczaje i obyczaje życia prywatnego i rodzinnego.
Znak :: łączy symbole proste lub rozwinięte, zależne od siebie w sposób jednostronny, dlatego symbole te nie podlegają inwersji. Znak :: stosowany jest także wtedy, gdy wśród symboli, dostępnych w tablicach głównych UKD, nie występuje odpowiedni dla zagadnienia symbol, na przykład:
56::57 – Paleobiologia, gdzie 56 to Paleontologia, a 57 to Nauki biologiczne
94(100)"1939/1945"::341.322.5 – Przestępstwa i zbrodnie związane z II wojną światową, gdzie 94(100)"1939/1945" to II wojna światowa, a 341.322.5 to Zbrodnie wojenne. Przestępstwa wojenne.
Nawiasy kwadratowe [ ] lub występujące osobno [ lub ] grupują symbole proste lub połączone znakami + lub : symbole rozwinięte, które, będąc w grupie, znajdują się w pewnej relacji do symboli spoza nawiasu, na przykład:
016:[54+66 – Bibliografia chemii teoretycznej i przemysłowej, co odpowiada 016:54+016:66, gdzie 016:54 to Bibliografia chemii teoretycznej, 016:66 – Bibliografia chemii przemysłowej,
659.3:050+070](438)"19/20" – Media polskie w XX–XXI wieku, gdzie 659.3 to Informacja masowa. Środki masowego przekazu, a 050+070 to Prasoznawstwo. Czasopiśmiennictwo.

### Tablica Ic
Tablica Ic dotyczy poddziałów wspólnych języka i jest wzorcem dla rozbudowy działów głównych 811 – Poszczególne języki oraz 821 – Literatura poszczególnych języków, a także dla tablicy pomocniczej If – Poddziały wspólne rasy, narodowości i grupy etnicznej. Symbole z tablicy Ic używane są dla wskazania języka, w którym został sporządzony dokument lub z którego został przetłumaczony. Tablica Ic zawiera także poddziały syntetyczne, poprzedzane przy zapisie znakiem ’, pełnią funkcję poddziałów analitycznych, na przykład:
621.3(038)=111=162.1 – Słownik elektrotechniczny angielsko-polski, gdzie 621.3 to Elektrotechnika, (038) to Słowniki, =111 to Język angielski, a =162.2 to Język polski,
61(038)=163.41=124’04 – Słownik medyczny serbsko-łaciński, gdzie 61 to Medycyna, (038) to Słowniki, =163.41 to Język serbski, a =124’04 to Łacina średniowieczna.

## Tablice główne
- 0 – DZIAŁ OGÓLNY
  - 00 – Ogólne podstawy wiedzy i kultury
  - 01 – Bibliografia. Katalogi
  - 02 – Bibliotekarstwo. Bibliotekoznawstwo. Czytelnictwo
  - 030 – Encyklopedie. Leksykony. Wydawnictwa informacyjne
  - 06 – Organizacje. Stowarzyszenia. Kongresy. Wystawy. Muzea
  - 08 – Dzieła zbiorowe. Zbiory prac. Varia
  - 09 – Rękopisy. Książki rzadkie. Cymelia

- 1 – FILOZOFIA. PSYCHOLOGIA
  - 11/12 – Metafizyka
  - 13 – Filozofia ducha. Metafizyka życia duchowego
  - 14 – Systemy filozoficzne. Światopogląd
  - 159.9 – Psychologia
  - 16 – Logika. Teoria poznania. Metodologia
  - 17 – Etyka. Moralność. Filozofia praktyczna

- 2 – RELIGIA. TEOLOGIA. RELIGIOZNAWSTWO
  - 21 – Teologia naturalna
  - 22 – Pismo Święte. Biblia
  - 23/28 – Religia chrześcijańska
  - 29 – Religioznawstwo. Religie niechrześcijańskie

- 3 – NAUKI SPOŁECZNE. PRAWO. ADMINISTRACJA
  - 30 – Metodologia i metody nauk społecznych ogólnie. Socjografia
  - 31 – Statystyka. Demografia. Socjologia.
  - 32 – Nauki polityczne. Polityka
  - 33 – Nauki ekonomiczne. Ekonomia. Gospodarka
  - 34 – Nauki prawne. Prawo
  - 35 – Administracja publiczna. Wojskowość
  - 36 – Działalność na rzecz zaspokajania duchowych i materialnych potrzeb życiowych. Opieka społeczna. Mieszkania. Ubezpieczenia
  - 37 – Oświata. Pedagogika. Wychowanie. Szkolnictwo. Wykorzystywanie wolnego czasu.
  - 39 – Etnologia. Etnografia. Zwyczaje i obyczaje. Folklor

- 4 – Ten dział od 1961 roku jest wolny. Jego tematykę włączono do działu 8.

- 5 – MATEMATYKA. NAUKI PRZYRODNICZE
  - 50 – Zagadnienia ogólne nauk matematyczno-przyrodniczych
  - 51 – Matematyka
  - 52 – Astronomia. Astrofizyka. Badania kosmiczne. Geodezja. Kartografia
  - 53 – Fizyka
  - 54 – Chemia. Krystalografia. Mineralogia
  - 55 – Geologia i nauki pokrewne. Meteorologia. Hydrologia
  - 56 – Paleontologia
  - 57 – Nauki biologiczne
  - 58 – Botanika
  - 59 – Zoologia

- 6 – NAUKI STOSOWANE. MEDYCYNA. NAUKI TECHNICZNE. ROLNICTWO
  - 60 – Zagadnienia ogólne nauk stosowanych
  - 61 – Medycyna
  - 62 – Inżynieria. Technika w ogólności
  - 63 – Rolnictwo. Leśnictwo. Hodowla. Produkcja zwierzęca. Łowiectwo. Rybactwo
  - 64 – Gospodarstwo domowe. Gastronomia. Hotelarstwo
  - 65 – Organizacja i zarządzanie. Organizacja przedsiębiorstw przemysłowych, handlu, transportu, łączności. Organizacja i eksploatacja telekomunikacji. Reklama. Przemysł wydawniczy.
  - 66/69 – Przemysł
  - 66 – Przemysł chemiczny. Technologia chemiczna
  - 67/68 – Różne rodzaje przemysłu i rzemiosła
  - 69 – Przemysł i rzemiosła budowlane. Materiały, elementy i roboty budowlane.

- 7 – SZTUKA. ROZRYWKI. SPORT
  - 71 – Planowanie przestrzenne. Urbanistyka. Kształtowanie krajobrazu
  - 72 – Architektura
  - 73 – Rzeźbiarstwo i sztuki pokrewne
  - 74 – Rysunek. Rzemiosło artystyczne.
  - 75 – Malarstwo
  - 76 – Grafika
  - 77 – Fotografia i procesy podobne. Kinematografia
  - 78 – Muzyka
  - 79 – Rozrywki. Teatr. Zabawy. Gry. Sport
    - 791 – Rozrywki i widowiska publiczne
      - 791.4 – Film

    - 792 – Teatr
    - 793/794 – Rozrywki towarzyskie. Zabawy. Gry
    - 796/799 – Sport

- 8 – JĘZYKOZNAWSTWO. NAUKA O LITERATURZE. LITERATURA PIĘKNA
  - 80 – Ogólne zagadnienia językoznawstwa i literatury. Filologia
  - 81 – Językoznawstwo. Języki
  - 82 – Nauka o literaturze. Literatura piękna.
    - 82-1/-9 – Literatura piękna (utwory literackie)
      - 82-1 – Poezja
      - 82-2 – Dramat
      - 82-3 – Powieści, opowiadania, nowele
        - 821.111-3 – Powieść angielska
        - 821.111(73)-3 – Powieść amerykańska
        - 821.112.2-3 – Powieść niemiecka
        - 821.162.1-3 – Powieść polska

      - 82-4 – Szkice. Eseje literackie
      - 82-5 – Mowy
      - 82-6 – Listy. Korespondencje
      - 82-7 – Humoreski. Satyry. Parodie
      - 82-8 – Antologie. Wpisy. Aforyzmy. Przysłowia. Złote myśli
      - 82-9 – Komiksy. Publicystyka. Reportaże. Felietony
      - 82-93 – Literatura piękna dla dzieci i młodzieży.

- 9 – ARCHEOLOGIA. PREHISTORIA. GEOGRAFIA. BIOGRAFIE. HISTORIA
  - 902/904 – Archeologia. Prehistoria. Materialne relikty czasów przedhistorycznych i historycznych
  - 91 – Geografia. Opisy krajów. Podróże
  - 929 – Biografie, autobiografie i pamiętniki zbiorowe. Genealogia. Heraldyka
  - 93/94 – Historia